# 禊教
禊教（みそぎきょう）は、禅、観相、医学、伯家神道を学んだ井上正鐵の教えを継承する教派神道の一派である。文部科学大臣所轄包括宗教法人。

## 創始者
井上正鐵（いのうえまさかね。教祖）。1790年（寛政2）年8月4日、館林藩士・館林藩勘定方安東真鐵の子として江戸・日本橋浜町にて生まれる。母方の縁者の養子に入り井上姓となる。父安藤真鐵は賀茂真淵の門人で、国学や医術・儒教・仏教など修めた。神道の奥義も会得したが既に老齢であったため後人に伝えることができず、正鐵に神道を究め世に広めるよう遺言したという。

## 歴史

### 教祖の修行時代
正鐵は青年期には禅宗、1809年（文化6年）より磯野弘道より医学を学び、1814年（文化11年）からは観相家水野南北より観相学や相法調息を学んだ。諸国を巡って農業技術なども身に付けたという。1833年（天保4年）、下谷池之端に住む老婆より神道の教説を聞き、父の遺言に従い神道を究めることを志し、翌1834年（天保5年）、白川伯王家に入門し伯家神道を修めた。1836年（天保7年）には白川伯王家から神拝式許状を得る。1838年（天保9年）には白川伯王家の神職許状と天津祝詞太祝詞三種祓等の奥旨皆伝を受けた。正鐵に師事する門弟は多く、中には明治維新後伊勢神宮大宮司となる丹後宮津藩主松平宗秀もいた。

### 教祖による布教
1840年（天保11年）4月15日、正鐵は武州足立郡の梅田神明宮にて神職になり、布教を始める。禊教ではこれを立教としている。しかし翌1841年（天保12年）11月、寺社奉行より邪教（新義異流）の嫌疑がかけられ、妻の安西男也、門弟三浦隼人・智善夫妻とともに入牢。三浦隼人は獄死したが、1842年（天保13年）2月、正鐵らは牢から出された。正鐵は教導していた内容を叙述し寺社奉行に差し出すよう命じられた。正鐵は『神道唯一問答書』（上下二巻。のちに禊教の第一教典となる）を著し提出したものの嫌疑は晴れず、同年11月再び入牢。1843年（天保14年）6月には三宅島へ流罪となった。松平宗秀や他の門弟が物資を送るなどして生活を支援し、正鐵は島から手紙（後に『遺訓集』（全七巻）として編纂され禊教の第二教典となる）を送って門弟を指導した。 正鐵は三宅島でも布教や医療活動を行ったが、1849年（嘉永2年）に同地で死去した。
正鐵の死後、門弟は布教を続けたが、正鐵同様に寺社奉行より邪教（新義異流）の嫌疑がかけられた。1862年（文久2年）、門弟で足立郡保木間村の名主であったという坂田正安・鐵安父子は江戸所払となった。坂田父子は京都に赴いて白川伯王家に入門し、その御内人（家来）となった。正鐵の門弟は各地に相当数いたためなおも布教が続き、幕末には複数の団体が独自に活動していた。門弟とその継承者は明治維新を経て二派に分かれることになる。

### 明治維新を経て教派神道へ
1869年（明治2年）、既に他界していた正鐵は赦免となり、門弟坂田父子の江戸所払も解かれた。門弟らは正鐵を教祖とする神道の講社を興した。1872年（明治5年）、正鐵の門弟村越守一（坂田正安の実兄）の門弟で下野国芳賀郡小宅村・亀岡八幡宮宮司の東宮千別（とうぐうちわき）（1833年-1897年）を代表とする吐菩加美（とほかみ）講が教部省に公認され、村越鉄善（村越守一・坂田正安の実弟で同じく正鐵の門弟村越治郎一正久の次男。東宮千別とともに村越守一に師事。のち長兄村越鉄久の養子）らとともに布教を開始した。翌年には「身禊講社」と改称する。しかし幕末以来の経緯から傘下の教会が独自に活動しており、正鐵門弟とその継承者は一つの組織にまとまらず、更に正鐵の改葬などを巡っても意見が対立した。坂田鐵安は1874年（明治7年）、身禊講社内部に「惟神（いしん）教会」を組織。1879年（明治12年）12月12日には、明治天皇から正鐵に「井上神社」の社号が賜与され、坂田鐵安は正鐵を祭神とする井上神社を下谷西町（現・東京都台東区東上野）に建立。1880年（明治13年）、惟神教会は「身禊講社」の後身「禊教事務局」から離脱し、神道大社教（1946年（昭和21年）、出雲大社教に改称）所属の「惟神教会禊社」として独立し、下谷西町に本院を建立した。その後神道本局に所属先を変更し「神道禊派」となり、1882年（明治15年）、鐵安は神道禊教長となった。1890年（明治23年）、鐵安死去。子の坂田安治が跡を継ぎ、1894年（明治27年）、「神道禊派」は教派神道の一派「禊教」として特立、公認される。禊教は坂田家のもと、神祇官白川伯王家祭祀を継承する教派として活動したが、他の教派神道に比べ教勢は伸びず、禊教は長らく教派神道十三派中最少の信者数に留まった。
一方東宮千別らは亀岡八幡宮に禊教会本院を開いたが、間もなく旧幕臣の神職平山省斎が創設した教派神道神道大成教に禊教会本院傘下の教会とともに属した。省斎は1877年（明治10年）、神道事務局から禊教総管に任じられ、坂田派と東宮派を管轄した。1878年(明治11年)、省斎は石門心学や淘宮術の講社、神道天善教善団講（御嶽信仰）、神武天皇陵民間崇敬団体、大道教（天理教の分派）、美濃派（各務支考が興した俳諧の講社）など、教派や宗派としては規模が小さく公認される見込みがない団体を結集して大成教会を設立し、教長となった。1882年（明治15年）5月、大成教会は教派神道神道大成派として公認され、省斎が管長となった。同年11月には神道大成教と改称、その後直霊教会（大本の前身）なども大成教に属した。1883年（明治16年）、禊教会本院は多賀教会（多賀大社多賀講、教長は省斎）、蓮門教（法華神道）等とともにこれに加わり、大成教禊教（のち神道大成教禊教会本院など）となった。この結果正鐵以来の道統は複数の教派神道に存在することになった。禊系神道には芳村正秉が興した教派神道神習教もあった。

### 戦後
戦後、禊教は文部大臣所轄包括宗教法人「宗教法人禊教」となった。関東大震災や戦災を免れた上野の井上神社を本部・本院所在地とした。しかし1974年（昭和49年）11月27日、井上神社が焼失。六代教主・管長の坂田安儀は、井上正鐵の門中（信者）が多かった山梨県に本部・聖地たる神社を再興せんとし、1985年（昭和60年）、山梨県北巨摩郡小淵沢に古神道本宮・身曾岐神社を創建、自ら宮司に就任し、翌年祭神である井上正鐵（天徳地徳乍身曾岐自在神）を遷座。身曽岐神社を中心に禊教本部聖地「高天原」を制定した。しかし井上神社焼失後、その復興等をめぐる内部の混乱、坂田安儀の女性問題のトラブルにより禊教は分裂に至り、坂田安儀の長男坂田安弘が1986年（昭和61年）、北関東を中心とした傘下の一部の教会とともに「禊教北関東地区連合会」を結成。翌1987年（昭和62年）に同連合会は宗教法人禊教を離れて「禊教真派」を設立、栃木県栃木市の禊教栃木分院教会（井上神社）に本部を置いた。1988年（昭和63年）、安弘は道統継承及び禊教宗家七代教主となったことを宣言した。禊教真派は1991年（平成4年）に文部科学大臣所轄包括宗教法人となった。坂田安儀教主も管長として包括宗教法人たる宗教法人禊教を維持。以後完全に教派が分立した。更に2000年（平成12年）には禊教真派本部所在地であった栃木分院教会が禊教真派から離脱（禊教真派と栃木分院教会の間の包括関係の廃止）を宣言、間もなく「宗教法人禊神道栃木」として栃木県知事の認証を受け単立宗教法人となった。2001年（平成13年）には禊教真派宇都宮教会も同様に離脱、「宗教法人唯一神道禊教院」としてこれも単立となり、2008年（平成20年）にはこちらも井上神社を建立した。こうした動きに他の複数の教会も同調し禊教真派から脱退、禊教真派は本部・神殿・傘下の教会を失い混迷を極めるも、2000年（平成12年）に、「禊教真派」を「神道禊教」と改称し、2001年（平成12年）、東京都中央区東日本橋に神道禊教東京本部大教会及び教務庁を置き、宗教活動を続けている。焼失した上野の井上神社に代わる聖地がないため、「禊大神宮」の建立を発願しているという。一方坂田安儀管長が主宰する宗教法人禊教教庁は身曽岐神社に置かれていたものの、宗教法人禊教の教勢自体は振るわなかった。文化庁『宗教年鑑』平成29年版によると、宗教法人禊教教庁所在地は身曽岐神社ではなく東京都世田谷区瀬田になっている。身曾岐神社は山梨県知事所轄単立宗教法人となっており、禊教には所属していない。教派分立後の安儀は身曾岐神社の宗教活動を中心とし、日本宗教連盟顧問なども務めているが、身曾岐神社は財政上の理由から2004年（平成16年）にかむながらのみち（2007年（平成19年）、文化庁より宗教法人かむながらのみち設立認証）の所有となった。その後も祭神等の変更はなく、安儀が身曾岐神社宮司を務めているが、身曾岐神社売却後は禊教の活動を再興しているという。坂田安弘は道統継承及び禊教宗家七代教主を称するも、戦前の教派神道以来の法人は坂田安儀が管長を務める宗教法人禊教であるため、教派神道連合会には宗教法人禊教が一貫して加盟しており、教派神道連合会の行事にも他の教派神道各派の代表者とともに安儀が参加している。また他の教派神道各派の代表者や梅田神明宮を護持する（後述）「唯一神道禊教」の教師らは、2014年（平成26年）、神道禊教の「一教独立120年記念大祭」にも参列しており、各教派や神社は両者に対して中立の立場をとっている。
正鐵門弟とその継承者は最初から禊教にまとまらないまま現在に至っており、坂田安儀派の宗教法人禊教、坂田安弘派の神道禊教、更にそれぞれから離脱した単立の教会、神道大成教に属した禊教会などに継承され、多数に分立している。神道大成教は儒教と復古神道の要素を融合して有する教派とされるものの、神道大成教としての独自の教義に乏しく、元々小さな信仰集団の寄り合い所帯であったため、早くから独立、あるいは廃絶した傘下団体が多く、また戦後離脱する被包括宗教法人が相次いだ。東宮派に起源をもつ禊教会も「唯一神道禊教」等としてそれぞれ独立している。そのような単立の教会には既に神社本庁傘下の神社の支援を受けているところもある。幕末に正鐵が宮司となって布教し、「禊教発祥の霊場」と称される東京都足立区梅田の梅田神明宮の護持は単立の「唯一神道禊教」の教会を含む大成教禊教系の教会が行っている。

## 祭神

### 宗教法人禊教・身曾岐神社
- 天照太神（あまてらすおおかみ）
- 天徳地徳乍身曽岐自在神（てんのとくちのとくひつぐみそぎかむながらのかみ、創始者井上正鐵）

### 宗教法人神道禊教
- 本殿（主祭神）
  - 禊教主神（みそぎおしえのおおかみ、九柱の天神地祇）
    - 天之御中主神（あめのみなかぬしのかみ）
    - 高皇産霊神（たかみむすびのかみ）
    - 神皇産霊神（かみむすびのかみ）
    - 天照大御神（あまてらすおおみかみ）
    - 伊那岐神（いざなぎのかみ）
    - 大国主神（おおくにぬしのかみ）
    - 須佐之男神（すさのおのかみ）
    - 祓戸大神（はらいどのおおかみ）
    - 産土大神（うぶすなのおおかみ）
- 教祖殿（井上神社）
  - 教祖井上正鐵神
    - 教祖井上正鐵大人神霊

  - 教祖神祖霊神霊
    - 教祖遠祖代々神霊
      - 宇麻志道玉命 安藤真鐵翁命（井上正鐵の父）
      - 千代玉比女命 井出千代刀自命（井上正鐵の母）
      - 身曽岐柞媛命 安西男也大刀自命（井上正鐵の妻）

  - 宗家歴代管長神霊
    - 正道磐着根命 坂田正安大人命（坂田鐵安の父、井上正鐵の門弟）
    - 可伶道功績大人命 開祖 坂田鐵安大人命（井上正鐵の門弟）
    - 勤志道弘治根命 禊教初代管長 坂田安治大人命（坂田鐵安の子）
    - 継穂久々能知命 禊教二代管長 乾久三郎大人命
    - 継穂眞咲比古命 禊教三代管長 柴眞住大人命
    - 美豆實彦道守根命 禊教四代管長 坂田實大人命（坂田安治の子）

  - 代々禊司乃大人等乃神霊等
    - 常世鏡比古命 三浦隼人大人命（井上正鐵の門弟）
    - 常世鏡比女命 三浦采女刀自命（三浦隼人の妻・智善、井上正鐵の門弟）
- 祖霊殿（門中祖霊）
  - 全国門中先祖神霊

## 歴代教主
- 初代教主　坂田鐵安（1872年（明治5年）、惟神教会禊社設立し社長。開祖）
- 二代教主　坂田安治（1894年（明治27年）、初代管長。坂田鐵安の子）
- 三代教主　乾久三郎（1900年（明治33年）、二代管長）
- 四代教主　柴真住（1916年（大正5年）、三代管長）
- 五代教主　坂田實（1924年（大正13年）、四代管長。坂田安治の子）
- 六代教主　坂田安儀（1957年（昭和32年）、五代管長。坂田實の子）
- （七代教主）　坂田安弘（1988年（昭和63年）、道統継承宣言。坂田安儀の子）

## 教勢
文化庁『宗教年鑑』令和元年度版によると宗教法人禊教の信者は90,711人、宗教法人神道禊教の信者は22,360人。両者合わせても戦前の3分の1程度になっている。上述の禊教内部の混乱から教派を離れ単立となった教会も複数存在する。